# Фосфопротеїни
Фосфопротеїни — складні білки, хімічно зв'язані із однією або кількома фосфатними групами, що приєднуються до них в процесі фосфорилювання. Ці білки мають дуже важливе значення для життєдіяльності всіх організмів і включають велике число білків, залучених у сигнальні шляхи, наприклад рецептори Fc, Ulk, кальцінейрини і урокортини.